# Международный центр улучшения кукурузы и пшеницы
Междунаро́дный центр улучше́ния кукуру́зы и пшени́цы (исп. Centro Internacional de Mejoramiento de Maíz y Trigo, англ. International Maize and Wheat Improvement Center; CIMMYT) — некоммерческий научно-исследовательский институт, занимающийся исследованиями в области сельского хозяйства. Расположен в Мексике. Внёс важный вклад в осуществление Зелёной революции.

## История
Центр возник на основе экспериментальной программы, начатой в Мексике в 1943 году при поддержке Фонда Рокфеллера. Целью программы, в которой работали агрономы из США под руководством Джорджа Харрара, было выведение новых высокоурожайных сортов пшеницы. Один из сотрудников Центра, Норман Борлоуг в 1970 году получил Нобелевскую премию мира.
Центр имеет связи более чем с сорока странами в Азии, Африке и Латинской Америке. Финансируется Фондом Рокфеллера, Всемирным банком, Фондом Билла и Мелинды Гейтсов, правительствами разных стран, в том числе США, Швейцарии, Японии.